# Дорожное (Амурская область)
Дорожное — упразднённое село в Архаринском районе Амурской области России. Исключено из учётных данных в 1974 году.

## География
Село располагалось вблизи горы Диван, на участке канализированного русла реки Джонгуль (приток реки Борзя), на расстоянии примерно 5 километра (по прямой) к юго-востоку от села Антоновка.

## История
Решением Амурского исполкома от 7 июня 1974 года № 253, село Дорожное исключено из учётных данных как несуществующее.